# Беглерия
Беглерия, още Беглерли или Бейлери (на гръцки: Ξηρόλακκος, Ксиролакос, до 1926 Μπεϊλερλή, Бейлерли), е село в Гърция, дем Пеония, област Централна Македония.

## География
Селото е разположено на 70 m надморска височина на 5 km югоизточно от град Ругуновец (Поликастро), близо до магистралата Скопие - Солун.

## История

### В Османската империя
В „Етнография на вилаетите Адрианопол, Монастир и Салоника“, издадена в Константинопол в 1878 година и отразяваща статистиката на населението от 1873 година, Беглерия (Begleria) е посочено като селище в каза Аврет Хисар (Кукуш) с 15 домакинства, като жителите му са 68 българи. Според статистиката на Васил Кънчов от 1900 година Бейлери брои 125 жители българи християни.
В Бейлери пуска корени кукушката уния, но в 1900 година селото се отказва от нея и става екзархийско. Българският търговски агент в Солун Атанас Шопов и секретарят на агентството Недялко Колушев пишат:
| „ | Не е истина, че селата Алексово и Рошлово (Доганджий) са се отказали от унията по причина на преследвания и терор от страна на някакви си разбойнически чети; отказванието на тия две села, тъй и на селата Беглерия и Калиново е станало по причина, че български черковни власти са запретили на православните българи да се сродяват, т.е. да вземат или да дават моми от и на униатите, да им венчават и кръщават или да приемат от тях кърстници и кумове и пр. А не трябва да се изпуска от предвид, че всичките села в каазата, цялото население е българско православно, само в казаните четири села е имало 10-15 униатски къщи. | “ |

Според Христо Силянов след Илинденското въстание в 1904 година цялото село минава под върховенството на Българската екзархия. По данни на секретаря на екзархията Димитър Мишев в 1905 година в Беглерия (Begleria) има 152 българи екзархисти.
- Писмо от Кукушката православна българска община до Българската екзархия за изграждане на църква в Беглерия, 5 юни 1893, с. 1.
- Писмо от Кукушката православна българска община до Българската екзархия за изграждане на църква в Беглерия, 5 юни 1893, с. 2.
- Кореспонденция между Кукушката православна българска община и Българската екзархия за изграждане на църква в Беглерия, 11 септември 1893

### В Гърция
След Междусъюзническата война в 1913 година селото остава в Гърция. Боривое Милоевич пише в 1921 година („Южна Македония“), че Беглериево (Беглеријево) има 35 къщи славяни християни. Селото е запалено от гръцката армия по време на Междусъюзническата война и населенето му бяга в Свободна България - 11 семейства се установяват в Струмица и в струмишките села и 19 в останалите части на страната. Малко по-късно в селото са настанени 14 семейства гъркомани от останалото в България струмишко село Зъбово, изтеглили се заедно с гръцките войски. След Първата световна война тези семейства се връщат в Зъбово. Землището на селото е изкупено от семействата Богас, Зутас, Бровас, които отглеждат предимно жито и памук.
| Година    | 1913 | 1920 | 1928 | 1940 | 1951 | 1961 | 1971 | 1981 | 1991 | 2001 | 2011 | 2021 |
| --------- | ---- | ---- | ---- | ---- | ---- | ---- | ---- | ---- | ---- | ---- | ---- | ---- |
| Население |      | 59   | 101  | 70   | 80   | 90   | 90   | 93   | 77   | 70   | 18   | 41   |

## Личности
Родени в Беглерия
- Ваню Лазаров, български революционер, четник на Кръсто Лазаров в 1914 година[10]
- Лазар Георгиев Скендеров, служил в 64-ти пехотен полк в Българската армия, загинал през Първата световна война[11]